# Bazilika u Žitomislićima
Bazilika u Žitomislićima je starokršćanska bazilika. Njeni su ostatci danas u Žitomislićima, kod grada Mostara.
Područje Žitomislića naseljeno je još u starorimsko doba. Ranokršćanska bazilika sagrađena je u 5. ili 6. stoljeću.